# Espigão d'Oeste
Espigão d'Oeste là một đô thị thuộc bang Rondônia, Brasil. Đô thị này có diện tích 4900 km², dân số năm 2007 là 27867 người, mật độ 5,69 người/km².